# Leucocephalon yuwonoi
Leucocephalon yuwonoi là một loài rùa trong họ Emydidae. Loài này được Mccord, Iverson & Boeadi, miêu tả khoa học đầu tiên năm 1995.